# Didymella sisymbrii
Didymella sisymbrii är en svampart som först beskrevs av Rehm, och fick sitt nu gällande namn av Franz Xaver von Höhnel 1919. Didymella sisymbrii ingår i släktet Didymella, ordningen Pleosporales, klassen Dothideomycetes, divisionen sporsäcksvampar och riket svampar.   Inga underarter finns listade i Catalogue of Life.